# Voll Paula!
Voll Paula! (internationaler Titel: 5 Stories in 4 Days) ist der Debütfilm von Malte Wirtz. Der Kinostart war am 17. September 2015 im Verleih des Berliner Independent Filmstudios Unfiltered Artists. Die Premiere fand am selben Tag im Kino Babylon statt.

## Handlung
Bei einem Casting für ein Musical lernen sich fünf junge Leute kennen: Paula, Louise, Randolf, Max und Donnie. Es scheint, als würden sich hier die Weichen für Liebe und Karriere stellen. Randolf verguckt sich in Louise, die allerdings nicht an ihm interessiert ist, sondern eher an Donnie, während sich zwischen Paula und Max ebenfalls etwas anbahnt. Paula will mit dem Casting ihre Schauspielkarriere retten, allerdings ziehen die vermeintlichen Optionen auf einen beruflichen oder privaten Neuanfang jede Menge Chaos nach sich.

## Hintergrund
Der Film ist der erste Kinofilm, der auf der Blackmagic Cinema Kamera gedreht wurde.
In einem Interview spricht Ulrich Faßnacht über einen möglichen zweiten Teil Voll Randy!, indem alle offenen Fragen geklärt werden. Die Stummfilmszene in der Mitte des Films wirkt nach einer Hommage an Buster Keaton. Gregor Ries von kino-zeit.de erkennt darin das Hommage-Prinzip eines Marty Feldman wieder. Der verspielte Vorspann in Super 8 (Filmformat) erinnert an die Eröffnungssequenz von Hexenkessel, einem Frühwerk von Martin Scorsese. Die in beiden Filmen vorkommende Schweigeszene und das französische Eckrestaurant (Bande a part) sprechen für eine Anspielung auf den Film Die Außenseiterbande von Jean-Luc Godard. Es kann aber auch eine Reminiszenz an die Filmproduktionsfirma A Band Apart von Quentin Tarantino sein.

## Kritik
Spielfilm.de gab 4 von 5 Sternen und schrieb: „Eine Feier des Verpeilt-seins, die ganz vom Charme des Improvisierten lebt. […] Immer wieder verpassen und missverstehen die fünf Figuren einander; nichts will diesen jungen Stadtmenschen so recht gelingen – ehe sie sich’s versehen, ist morgen schon heute und alles droht abermals völlig schiefzugehen. […] Fazit: Das Low-Budget-Werk von Malte Wirtz erzählt auf tragikomische Weise, mit Slapstick, Theatralik und Lust am Nonsens vom Ausbleiben des ‚richtigen Zeitpunkts‘.“
Der Filmdienst urteilte, der Film lebe „von der Bereitschaft der Darsteller zu wilder Improvisation“, verliere „als konfuse Indie-Komödie jedoch alsbald jedes Ziel aus den Augen“. Dabei gerate der „inszenatorische Flirt mit dem Absurden […] nicht zur trashig-dilettantischen Anti-Pose“, sondern drifte „in diffuser Nähe zum Nonsens meist recht zahnlos durch Soap-Opera-Terrain“.
Die Passauer Neue Presse schrieb: „Das Schöne an einem no-budget-Film ist, dass einem niemand reinreden kann", endet Wirtz, „so ist man sehr unabhängig“. Gerade diese Unabhängigkeit dieser charmanten Komödie kitzelte die Lachmuskeln der Zuschauer, die den Abend mit Applaus belohnten.“
Indiekino: „Wichtiger als die episodische Handlung, die sich eben irgendwie so ergibt, ist ohnehin die fluffige Inszenierung […] In nahezu dadaistischen Dialogen reden die Figuren über dies und das, nichts und wieder nichts oder einfach nur aneinander vorbei. Die fünf konfusen Tagträumer eint, dass sie mit ihren Zukunftsplänen auf der Stelle treten. Stattdessen verheddern sie sich im alltäglichen Leben und verpassen eine gute Gelegenheit nach der anderen. Eine ganz typische Hauptstadtgeschichte eben, die Malte Wirtz aber ziemlich untypisch umsetzt.“
filme-welt.com: „stets sympathisch-liebenswerte und realitätsgetreue Ensemble-Komödie über das private und berufliche Chaos von fünf modernen Großstädtern.“

## Festivals
Am 19. September 2015 lief Voll Paula! auf dem 3rd Indian Film Festival und erhielt eine Special Festival Mention auf dem NIFF -16 in Noida.

## Fortsetzung
Es gibt Dreharbeiten zur Fortsetzung in Köln und Berlin. Der zweite Teil wird Voll Rita! heißen und Karsten Speck ist wieder dabei.